# Real Federación Española de Hockey
La Real Federación Española de Hockey (RFEH) es el máximo de los organismos que gestionan el hockey sala y el hockey sobre hierba en España, ocupándose de todo aquello que esté relacionado con la selección nacional y con la organización de las principales competiciones entre clubes españoles, para ambas modalidades de hockey.
Está afiliada a la Federación Internacional de Hockey (FIH), de la cual fue uno de los países fundadores y a la Federación Europea de Hockey (EHF).
Desde el mes de noviembre de 2008 su presidente es Santiago Deó Valera, en sustitución de Martín Colomer Ribas, quien había ocupado la presidencia durante doce años.

## Competiciones
La Real Federación Española de Hockey organiza las siguientes competiciones:

### Profesionales
- Competiciones masculinas de clubes:
  - División de Honor A
  - División de Honor B
  - Primera División
  - Copa de SM El Rey
  - División de Honor de hockey sala
- Competiciones femeninas de clubes:
  - División de Honor A
  - Primera División
  - Segunda División
  - Copa de la Reina
  - División de Honor de hockey sala

### Categorías inferiores
- Competiciones juveniles de clubes:
  - Liga juvenil masculina, Liga juvenil femenina
  - Copa juvenil masculina, Copa juvenil femenina
- Competiciones cadetes de clubes:
  - Liga cadete masculina, Liga cadete femenina
- Competiciones interterritoriales de categorías inferiores:
  - Campeonato de España masculino sub-18, Campeonato de España femenino sub-18
  - Campeonato de España masculino sub-16, Campeonato de España femenino sub-16

## Palmarés

### Selecciones nacionales absolutas de hockey hierba

#### Masculina
- Juegos Olímpicos:
  - Medalla de Plata (3): 1980, 1996, 2008
  - Medalla de Bronce (1): 1960
- Copa del Mundo: 
  - Subcampeón (2): 1971, 1998
  - Tercer puesto (1): 2006
- Campeonato Europeo:
  - Campeón (2): 1974, 2005
  - Subcampeón (3): 2003, 2007,           2019
  - Tercer puesto (2): 1970, 2025

#### Femenina
- Juegos Olímpicos:
  - Medalla de Oro (1): 1992
- Campeonato del Mundo: 
  - Tercer puesto (1): 2018
- Campeonato Europeo:
  - Subcampeona (2): 1995, 2003
  - Tercer puesto (2): 2019, 2025

### Masculina
- Copa Mundial:
  - Tercer puesto (1): 2007
- Campeonato Europeo:
  - Subcampeón (2): 2001, 2003
  - Tercer puesto (1): 2006
- Europeo de Segunda Categoría:
  - Campeón (1): 2022
- Europeo de Tercera Categoría:
  - Campeón (1): 2020

Selección Juvenil
- Mundial Júnior:
- Europeo Júnior:

### Femenina
- Copa Mundial:
  - Subcampeona (1): 2007
- Campeonato Europeo:
  - Subcampeona (2): 1990, 2010
  - Tercer puesto (2): 1993, 1996
- Europeo de Segunda Categoría:
  - Campeona (2): 2006, 2022
- Europeo de Tercera Categoría:
  - Campeona (1): 2020

Selección Juvenil
- Mundial Júnior:
- Europeo Júnior:

### Masculina
- Campeonato Mundial Sub-21:
  - Tercer puesto (2): 2005, 2023
- Campeonato Europeo Sub-21:
  - Campeón (4): 2000, 2004, 2008, 2024
  - Subcampeón (2): 1976, 1992
  - Tercer puesto (2): 1977, 2002
- Campeonato Europeo Sub-18:
  - Campeón (2): 2013, 2018
  - Subcampeón (1): 2011
  - Tercer puesto (3): 2003, 2015, 2021

### Femenina
- Campeonato Mundial Sub-21:
- Campeonato Europeo Sub-21:
  - Campeona (1): 2019
  - Subcampeona (2): 2012, 2024
  - Tercer puesto (4): 1978, 1981, 1992, 2010
- Campeonato Europeo Sub-18: 
  - Subcampeona (1): 2021
  - Tercer puesto (4): 2002, 2005, 2023, 2025

## Federaciones
| N.º | Territorio             | Delegación / Federación              | Página web                                                                                        |
| --- | ---------------------- | ------------------------------------ | ------------------------------------------------------------------------------------------------- |
| 1   | Álava                  | Delegación Alavesa de Hockey         |                                                                                                   |
| 2   | Alicante               | Delegación Alicantina de Hockey      |                                                                                                   |
| 3   | Almería                | Delegación Almeriense de Hockey      |                                                                                                   |
| 4   | Islas Baleares         | Delegación Balear de Hockey          |                                                                                                   |
| 5   | Castilla-La Mancha     | Delegación de Castilla La-Mancha     |                                                                                                   |
| 6   | Córdoba                | Delegación Cordobesa de Hockey       |                                                                                                   |
| 7   | Vigo                   | Delegación de Vigo de Hockey         |                                                                                                   |
| 8   | Cádiz                  | Delegación Gaditana de Hockey        |                                                                                                   |
| 9   | Granada                | Delegación Granadina de Hockey       |                                                                                                   |
| 10  | Guipúzcoa              | Delegación Guipuzcoana de Hockey     |                                                                                                   |
| 11  | Jaén                   | Delegación Jiennense de Hockey       |                                                                                                   |
| 12  | La Coruña              | Delegación La Coruña de Hockey       |                                                                                                   |
| 13  | Málaga                 | Delegación Malagueña de Hockey       |                                                                                                   |
| 14  | Navarra                | Delegación Navarra de Hockey         |                                                                                                   |
| 15  | Huelva                 | Delegación Onubense de Hockey        |                                                                                                   |
| 16  | Orense                 | Delegación Orensana de Hockey        |                                                                                                   |
| 17  | Sevilla                | Delegación Sevillana de Hockey       |                                                                                                   |
| 18  | Vizcaya                | Delegación Vizcaína de Hockey        |                                                                                                   |
| 19  | Andalucía              | Federación Andaluza de Hockey        |                                                                                                   |
| 20  | Aragón                 | Federación Aragonesa de Hockey       |                                                                                                   |
| 21  | Principado de Asturias | Federación Asturiana de Hockey       |                                                                                                   |
| 22  | Islas Canarias         | Federación Canaria de Hockey         |                                                                                                   |
| 23  | Cantabria              | Federación Cántabra de Hockey        |                                                                                                   |
| 24  | Castilla y León        | Federación Castilla y León de Hockey |                                                                                                   |
| 25  | Cataluña               | Federación Catalana de Hockey        |                                                                                                   |
| 26  | Galicia                | Federación Gallega de Hockey         | (enlace roto disponible en Internet Archive; véase el historial, la primera versión y la última). |
| 27  | Comunidad de Madrid    | Federación Madrileña de Hockey       |                                                                                                   |
| 28  | Región de Murcia       | Federación Murciana de Hockey        |                                                                                                   |
| 29  | Comunidad Valenciana   | Federación Valenciana de Hockey      |                                                                                                   |
| 30  | País Vasco             | Federación Vasca de Hockey           |                                                                                                   |